# 雪梨海港大橋
悉尼海港大橋（英語：Sydney Harbour Bridge）是一座位於澳大利亞新南威爾斯州悉尼的鋼鐵拱橋，橫跨悉尼港，連悉尼商業中心區與北岸。橋上的景觀，包括大橋本身、港口以及附近的悉尼歌剧院，被廣泛認為是悉尼乃至整個澳洲的標誌性景色。因外形之相似而被暱稱為「衣架橋」，橋上通行鐵路、汽車、自行車和行人交通。
在新南威爾斯州公共工程部的約翰·布拉德菲爾德的指導下，橋樑由英國米德爾斯伯勒的多曼隆公司設計和建造，並於1932年開通。橋的整體設計是由布拉德菲爾德委託新南威爾斯州公共工程部製作的，粗略仿照了紐約市的地狱门大桥。從標書回應中選擇的設計是多曼隆公司創作的原創作品，其部分設計靈感來自其自身的泰恩橋，直到1967年為止，雪梨港灣大橋都還是雪梨市中最高的建築。
目前該橋樑是世界上第十長的拱橋，根據金氏世界紀錄，它也是世界上最高的鋼鐵拱橋從橋頂到水面的高度為134公尺（440英尺）。它曾是全球最寬的長跨距橋樑，直至2012年加拿大大溫哥華地區的第二代曼港橋取代為止。

## 歷史

### 提案
早在1815年，就有人提出建立橋樑的計劃，當時建築師弗朗西斯·葛林威（Francis Greenway）建議新南威爾斯州總督拉克倫·麥覺理應該於北部海港南岸建造一座橋樑，但建議沒有予採用。
此後陸續有人提出類似想法，1840年，海軍建築師羅伯特布林德利建議建造一座浮橋，工程師彼得·韓德森於1857年提出興建跨港大橋的設計圖，是已知最早的設計圖之一。1879年有人提出建造一座桁架橋，翌年又提出一座造價約850,000英鎊的橋樑提案。到了1900年曾進行競賽，試圖找到合適的橋樑設計。儘管有不少意見予提出，但沒有任何一個方案獲認為合適，亦沒有進一步行動。

### 設計

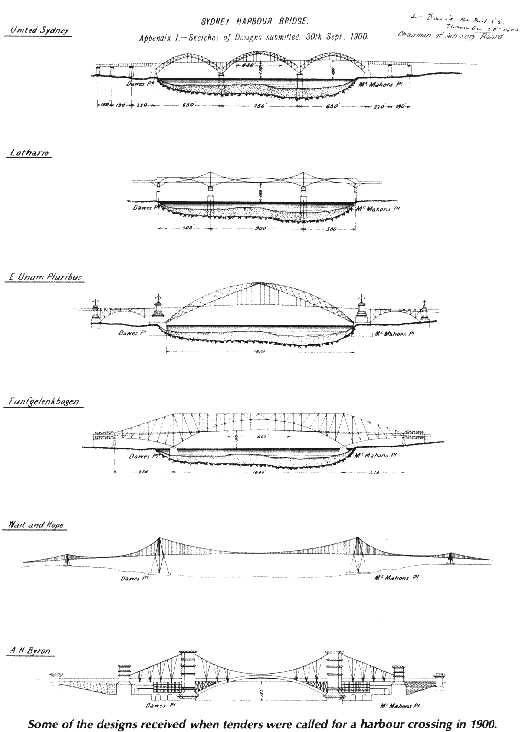
1900年時的雪梨港灣大橋的草案設計圖

1912年，新南威爾士州公共工程處的約翰·布拉德菲爾德（John Bradfield）予任命為雪梨港灣大橋和大都會鐵路建設的首席工程師，布拉德菲爾德當時偏好建造沒有橋墩的懸臂橋，為了建造橋樑，他在1916年於新南威爾士州立法議會通過法案，但是建造經費後來使用於戰爭支出。
第一次世界大戰結束後，建設橋樑的計劃再度進行。布拉德菲爾德堅持原本的計畫，提出懸臂橋的建議設計和融資細節。他於1921年前往海外調查招標，途中確認拱橋設計比較合適，他和新南威爾士州公共工程處的人員根據紐約市的單拱橋地獄門大橋（Hell Gate Bridge）來設計拱橋。1922年，政府通過雪梨港灣大橋第28號法令，指定於港口附近建造一座懸臂橋或拱橋，世界各地的建造計畫開始參予招標。
雪梨港灣大橋的招標過程中，政府收到26家公司的設計提案，於1924年3月24日將合約給予英國米德爾斯伯勒都門朗建築公司，報價為4,217,721澳元。拱橋的設計比懸索橋和吊橋的提案建議還要便宜，也提供更大剛度來支撐大量交通需求。
當橋樑開始建設時，雪梨中心商業區（CBD）的雪梨地下鐵系統（Sydney underground railways）也在建設，目前稱為城市環綫（City Circle）系統。橋梁的設計採用四線車道，車道兩旁都有兩條鐵路軌道和一條小徑。鐵路往南可以連接到溫亞德火車站（Wynyard railway station）。東部的鐵路路軌計畫與北部海灘相聯接。布拉德菲爾德公路（Bradfield Highway）是橋樑的主要車道，為了紀念布拉德菲爾德對於雪梨港灣大橋的貢獻，他亦獲稱為「雪梨港灣大橋之父」，以答謝他多年來對雪梨港灣大橋的貢獻。

### 建造

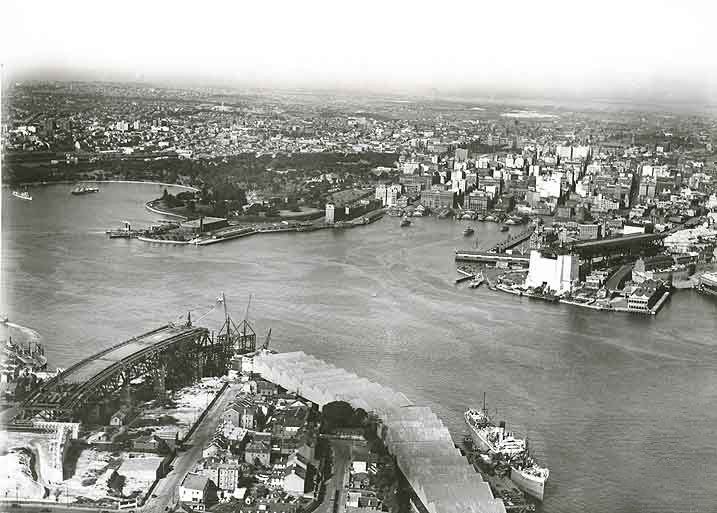
建造中的雪梨港灣大橋

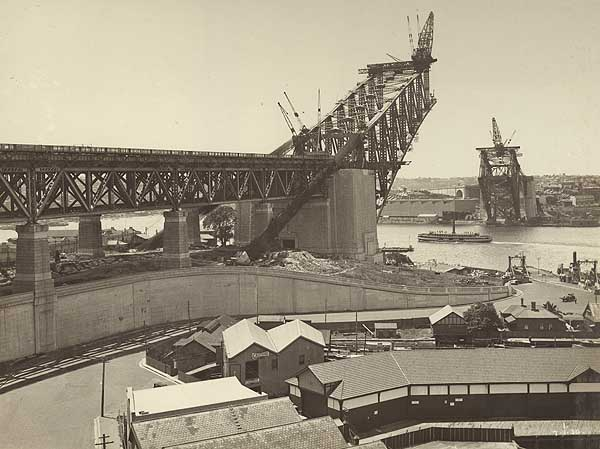
建造中的雪梨港灣大橋

橋樑建設在布拉德菲爾德的管理下進行。另外三人在橋樑的設計和施工具有重大影響力的人員則是愛德華、勞倫斯·恩尼斯（Lawrence Ennis）與拉爾夫·弗里曼爵士（Ralph Freeman）。恩尼斯是都門朗建築公司的建築師（布拉德菲爾德偶爾會介入計劃中，特別是該計畫許多關鍵階段，並檢查建築進度情況和管理決策），愛德華是都門朗建築公司首席技術工程師，弗里曼則是都門朗建築公司僱來進行進一步的細節設計。
雪梨港灣大橋動土的官方儀式於1923年7月28日進行，地點在北岸的米爾森地方，當時在此興建兩個工作站以協助橋樑的建設工程。為了順利建造雪梨港灣大橋，一台巨大的起重機予安裝於橋樑的兩端。
根據估計，北岸大約有469棟建築，包括私人住宅和商業建築被拆除，以利雪梨港灣大橋的建設，而且幾乎沒有支付任何補償。混凝土橋墩於1926年9月完成，用來支持橫跨海港兩側的橋拱。
1928年10月26日開始進行拱橋的工程。拱橋南端的工程進度比北端還快，以便及時發現任何錯誤，並幫助橋樑順利對齊接合。起重機在橋樑建造當中用來支撐橋拱。在不到兩年的時間內，1930年8月19日星期二，兩個半拱首次接合。工人鉚接橋拱的底部和頂部部分，於是橋拱不再需要支稱纜線的幫助。1930年8月20日，澳大利亞和英國的旗誌（當時澳大利亞是英聯邦的核心部分）予安裝於雪梨港灣大橋。

1932年1月19日，第一次進行火車測試，一輛蒸汽機車安全通過橋梁。鐵路的負載測試在1932年2月進行，多達96輛蒸汽機車經由4條鐵路往返兩端。雪梨港灣大橋經歷了三個星期的測試後，政府宣布雪梨港灣大橋的安全無虞，準備開放雪梨港灣大橋。
按照目前的標準，施工期間的工業安全表現不佳。16名工人在施工期間死亡，但是令人驚訝是只有兩個人從橋樑上面摔死。一些工人在進行加熱並插入鉚釘工程時受傷，許多工人指責該工程讓他們在幾年以後罹患耳聾。亨利·莫勒（Henri Mallard）在1930年至1932年間拍攝數百部照片集和電影膠卷，在艱難的經濟大蕭條時期下近距離展現出工人的英勇。
雪梨港灣大橋的總建造成本為625萬澳幣，直到1988年才完全付清。

### 完工

2006年雪梨港灣大橋外觀

雪梨港灣大橋於1932年3月19日（星期六）正式開幕。當時新南威爾斯總督Philip Game與公共工程部長都出席會議並發表談話，澳洲工黨新南威爾士州長傑克·朗（Jack Lang）則切開南端的橋樑色帶。
然而當傑克·朗準備剪彩時，一名穿著軍服的男子騎著馬，用他的劍削去色帶，并於正式儀式開始之前，以新南威爾士州人民的名義來宣佈雪梨港灣大橋開通。他後來迅速遭到逮捕。政府官員將色帶盡快恢復原狀之後，傑克·朗繼續進行開幕典禮。開幕典禮結束之後，進行21響禮炮和皇家空軍表演。入侵者被認定為弗朗西斯·德·格魯特（Francis de Groot）。他因為這次攻擊行為被定罪，並罰款5英鎊，精神病測試證明了他是神志清醒的。他是一個右翼準軍事（新衛隊）的成員，反對傑克·朗的左派政策。
另一類似的剪彩儀式於雪梨港灣大橋北面由北雪梨市長Alderman Primrose來進行，沒有發生任何意外事件。後來發現，Alderman Primrose也是一個新衛隊成員，但他和弗朗西斯·德·格魯特事件的關係仍不清楚。雙方在剪彩儀式中使用一雙金色剪刀，前一年也被用在連接新澤西州與紐約市的巴約納大橋的剪彩典禮上（1931年）。
官方開幕儀式結束後，政府允許市民步行上橋，有些儀式直到50週年慶祝活動時才再度進行。根據估計顯示，大約有30萬至100萬人參加了開幕慶祝活動，這是一個非常驚人的數量，因為當時整個雪梨人口也只有略為超過100萬人。

### 引用
1. ↑  . 新南威尔士州旅游局.   [28 June 2020]. （原始内容存档于2020-06-30）.
2. ↑  . 新南威爾士州旅遊局（Destination NSW）.   [28 June 2020]. （原始内容存档于2020-07-01）.
3. ↑  . 新南威爾斯州旅遊局（Destination NSW）.   [28 June 2020]. （原始内容存档于2020-06-29）.
4. ↑  . Bridge History.   [23 October 2006]. （原始内容存档于2007年8月29日）.
5. ↑  . Pylon Lookout: Sydney Harbour Bridge.   [18 December 2010]. （原始内容存档于2017-08-12）.
6. ↑  Guinness World Records (2004): World Records — Widest long-span Bridge Archive copy from Internet Archive Wayback machine – note web page discontinued after July 2006
7. ↑  . culture.gov.au. Australian Government.   [1 October 2010]. （原始内容存档于2011-04-08）.
8. ↑  . Guinness World Records. 2012-09-13  [2012-09-20].[永久]
9. ↑  Nicholson, John. . Allen & Unwin. 2001: 14  [10 December 2009]. ISBN 9781865082585. （原始内容存档于2016-01-01） –Google books. There was one creeper crane on each side of the harbour.
10. ↑  . Sydney Harbour Bridge. NSW Government: Board of Studies.   [26 December 2010]. （原始内容存档于2011-02-21）.
11. ↑  . Harbour Bridge.   [17 May 2007]. （原始内容存档于2007-09-29）.
12. ↑  Henri Mallard (photographer); introduced by Max Dupain and Howard Tanner. "Building the Sydney Harbour Bridge". Melbourne: Sun Books in association with Australian Centre for Photography, 1976. ISBN 978-0-7251-0232-6
13. ↑  The Construction of the Sydney Harbour Bridge, film by Mallard, Henri.; Litchfield, Frank.[Sydney]: Institution of Engineers, Australia, Sydney Division, [1995].
14. ↑  . sydney.com.au. Sydney Online Pty Ltd.   [3 September 2011]. （原始内容存档于2009-10-13）.
15. ↑  Wendy Lewis, Simon Balderstone and John Bowan. . New Holland. 2006: 140–142. ISBN 9781741104929.
16. ↑  . Australian Geographic.   [17 April 2010]. （原始内容存档于2011-07-06）.
17. ↑  . The New York Times. 15 November 1931: 1  [30 May 2010]. （原始内容存档于2014-03-03）.
18. ↑  . The New York Times. 18 March 1932: 43  [30 May 2010]. （原始内容存档于2011-06-06）.
19. 1 2  . The State Archives. NSW Government.   [26 December 2010]. （原始内容存档于2011-02-18）.

## 外部連結
- Structurae数据库中Sydney Harbour Bridge的数据
- Sydney City Council （页面存档备份，存于）
- . Dictionary of Sydney.   [8 October 2015]. （原始内容存档于2015-10-16）. [CC-By-SA]. Features 'Sydney Harbour Bridge' by Jim Poe, 2014 and 'Building the Sydney Harbour Bridge' by Laila Ellmoos and Lisa Murray, 2015, with images.
- BridgeClimb （页面存档备份，存于）
- Sydney Harbour Bridge turns 75 – Feature from Daily Telegraph
- Men at work: Sydney's Harbour Bridge – Australian Geographic 的存檔，存档日期28 September 2011.
- 75th Anniversary Celebrations 的存檔，存档日期31 August 2010.
- NSW Bike Plan – Bicycle Information for New South Wales
- Sydney Harbour Bridge 的存檔，存档日期26 February 2021. – News and Events
- Description of SHB project in 1924 newspaper, including statistics and dimensions.
- Account of an illegal bridge climb in 1961 （页面存档备份，存于）
- Winchester, Clarence (编), , : 1195–1208, 1936  [2024-03-19], （原始内容存档于2023-04-07） illustrated account of the construction and completion of the bridge
- Railway loading gauge （页面存档备份，存于）
- Railway loading gauge discussion （页面存档备份，存于）
- . Amplify – State Library of New South Wales.   [5 June 2018]. （原始内容存档于2019-06-14）.

網路攝影機：:
- Road Traffic Authority webcams （页面存档备份，存于）

圖像:
- Interactive Imaging of Proposals （页面存档备份，存于）
- Bridge during construction （页面存档备份，存于）
- "Arch Bridge in Australia to Have Record Span", Popular Mechanics, May 1929 （页面存档备份，存于）
- Air views of the opening celebrations, 19 March 1932 （页面存档备份，存于） / photographed by W. E. Searle
- Sydney Harbour Bridge during the Olympic Games, 19–26 September 2000 （页面存档备份，存于） / Loui Seselja
- Picnic on Sydney Harbour Bridge （页面存档备份，存于） / Sigmate Studio
- Breakfast on the Bridge / Daniel Boud
- Buildings and roads around North Sydney and Sydney Harbour Bridge, 1958–1961 （页面存档备份，存于） / Wolfgang Sievers